# Макаубас
Макаубас (порт. Macaúbas)  —  муниципалитет в Бразилии, входит в штат Баия. Составная часть мезорегиона Юго-центральная часть штата Баия. Входит в экономико-статистический микрорегион Бокира. Население составляет 46 554 человека на 2006 год. Занимает площадь 3039,268 км². Плотность населения — 15,3 чел./км².
Праздник города — 6 июля.

## История
Город основан в 1832 году.

## Статистика
- Валовой внутренний продукт на 2003 год составляет 68 195 343,00 реалов (данные: Бразильский институт географии и статистики).
- Валовой внутренний продукт на душу населения на 2003 год составляет 1534,38 реала (данные: Бразильский институт географии и статистики).
- Индекс развития человеческого потенциала на 2000 год составляет 0,629 (данные: Программа развития ООН).

## Галерея

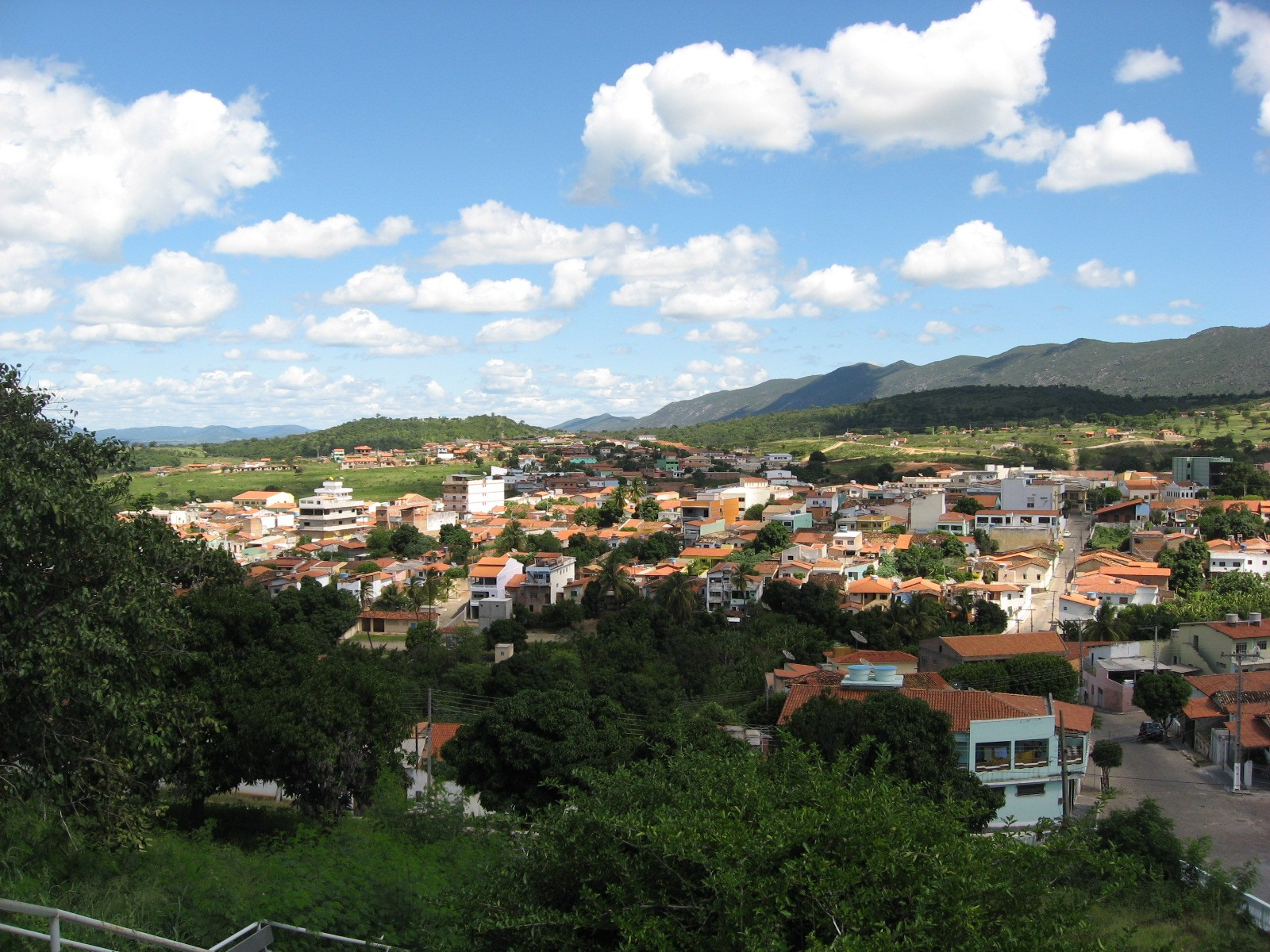
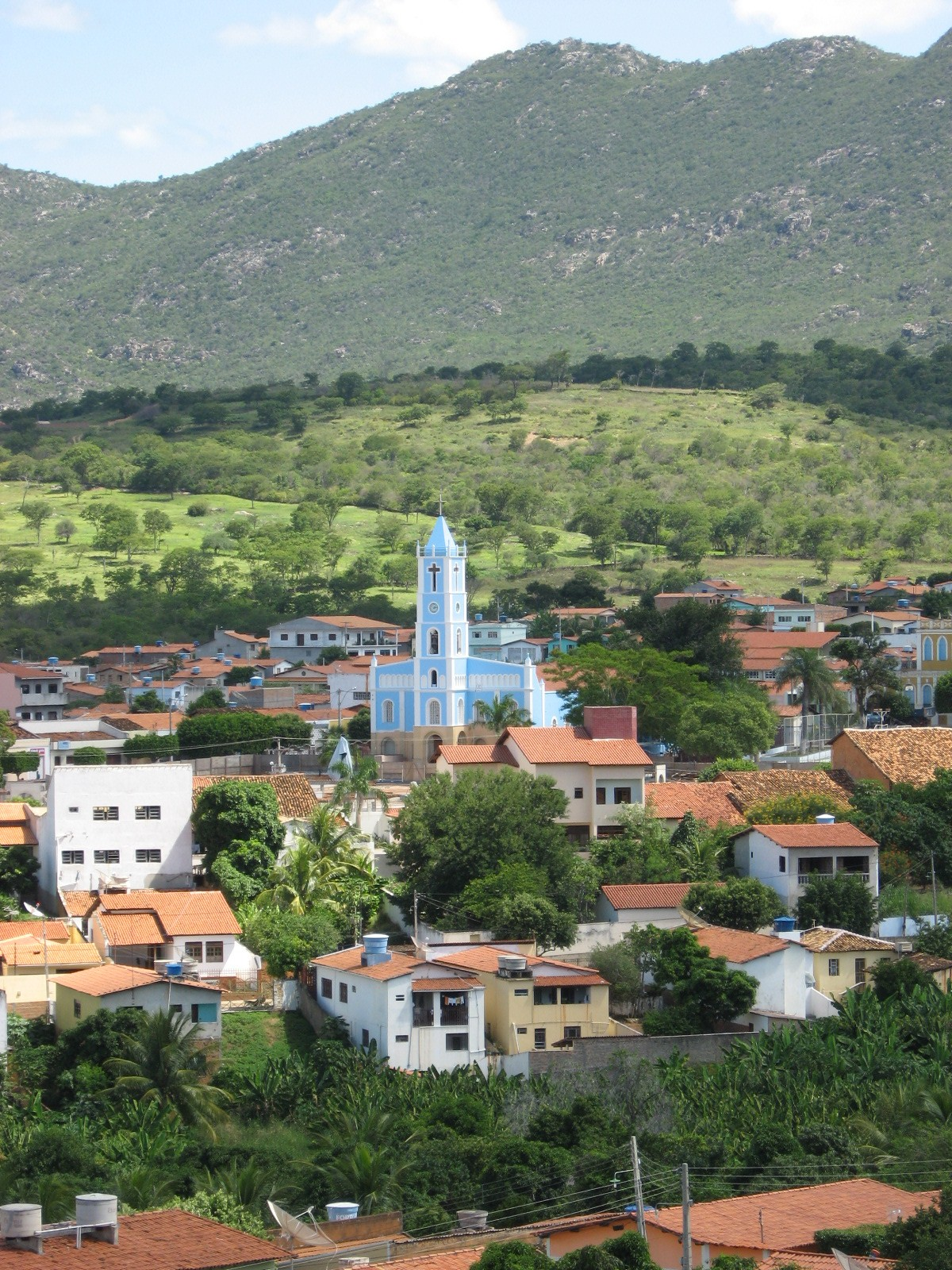
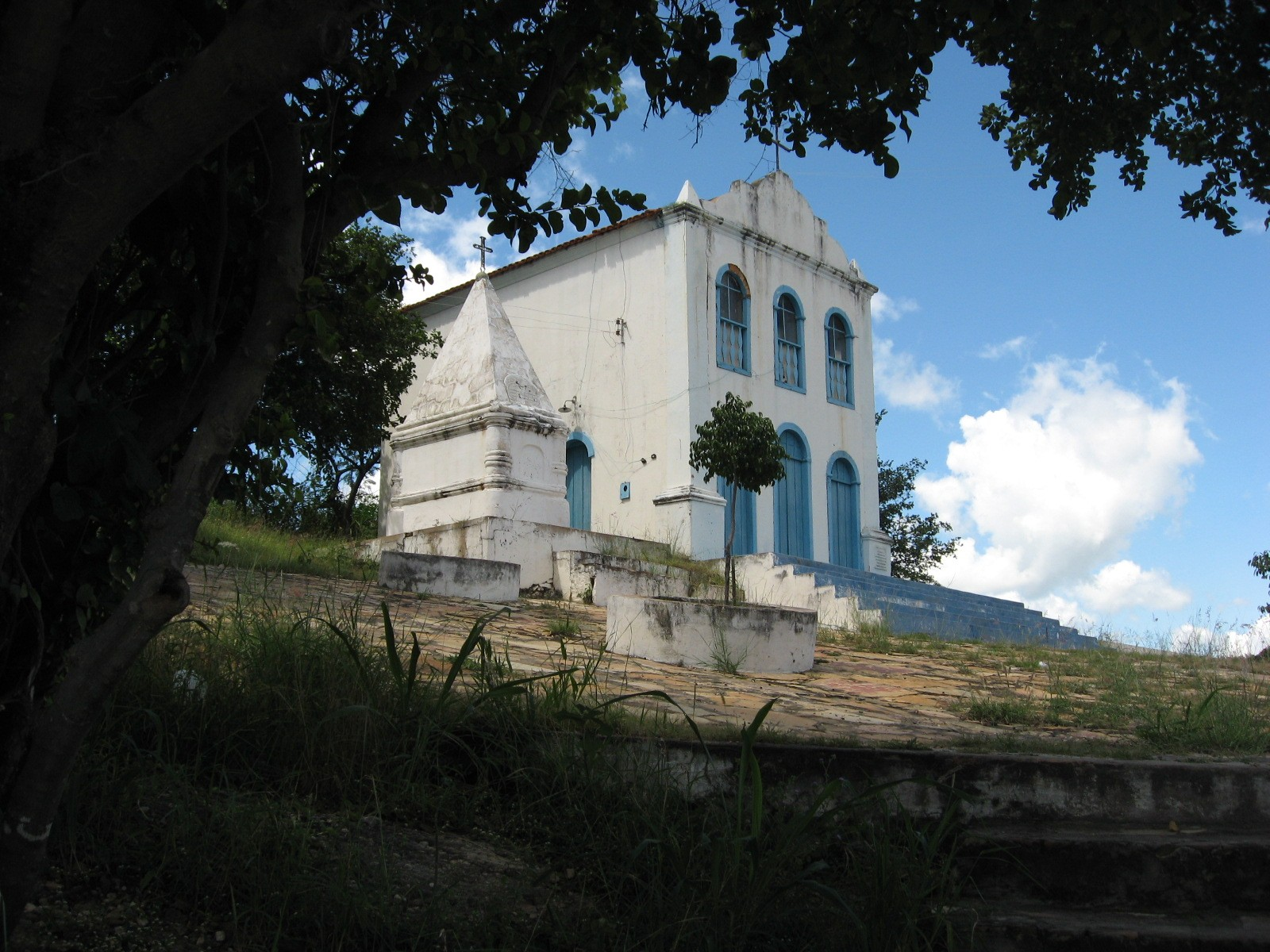
Собор